# Young Animal
Young Animal (ヤングアニマル, Yangu Animaru) est un magazine de prépublication de manga seinen appartenant à la société Hakusensha. Il s'agit du successeur du magazine Monthly Animal House (月刊アニマルハウス, Gekkan Animaru Hausu) paru entre 1989 et 1992. Le magazine possède une édition parallèle nommée Young Animal Arachi, qui est publiée mensuellement au format B5.

## Mangas édités
Dans les titres édités, on trouve entre autres :
- Ai-Ren (愛人, [AI－REN]?)
- Air Master (エアマスター, Ea Masutā?)
- Attache-moi ! (ナナとカオル, Nana to Kaoru?, litt. Nana et Kaoru)
- Berserk (ベルセルク, Beruseruku?)
- Bleu indigo (藍より青し, Ai Yori Aoshi?)
- Chocotto Sister (ちょこッとSister?)
- Detroit Metal City (デトロイト・メタル・シティ, Detoroito metaru shiti?)
- Gigantomachia (ギガントマキア, Gigantomakhia?)
- Japan (ジャパン, Japan?)
- Mai Ball! (マイぼーる!, Mai Bōru!?)
- March Comes in like a Lion (3月のライオン, Sangatsu no Raion?, litt. Le Lion du mois de mars)
- Mouse (マウス, Mausu?)
- Rock Is a Lady's Modesty (ロックは淑女レディの嗜みでして, Rokku wa Redi no Tashinami deshite?, litt. Le rock est un goût de dame)
- Step Up Love Story (ふたりエッチ, Futari Ecchi?, litt. indécent à deux)
- The Shiunji Family Children (紫雲寺家の子供たち, Shiunji-ke no Kodomo-tachi?)